# Waterford
För andra betydelser, se Waterford (olika betydelser).

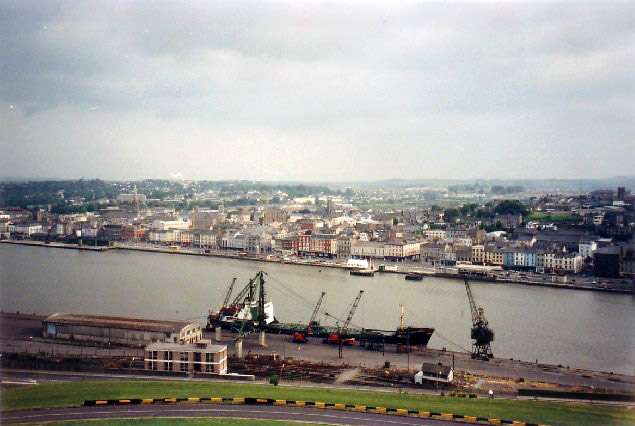
Waterford

Waterford (fornnordiska Veðrafjǫrðr (Vadrefjord) = blåsig fjord; iriska Port Láirge) är en stad i grevskapet med samma namn i södra Irland. Vid folkräkningen 2016 hade Waterford med förorter 53 504 invånare.
Orten grundades av vikingar 914. Under 1100-talet uppfördes en stenmur till stadens försvar och under 1200-talet kompletterades den med ett torn som idag kallas Reginald's Tower.
Staden är känd för sin glastillverkning.
Från Waterford går motorvägen M9 mot Dublin.